# Manuel António Cardoso
Pour les articles homonymes, voir Cardoso.
Ne doit pas être confondu avec Manuel Cardoso.
Leal Cardoso est un nom portugais ; le premier nom de famille (d'usage facultatif) est Leal et le second est Cardoso.
Manuel António Leal Cardoso (né le 7 avril 1983 à Paços de Ferreira) est un coureur cycliste portugais, professionnel de 2006 à 2015.

## Palmarès

### Palmarès année par année
- 2003
  - Circuit de Miragaia
  - 2e du championnat du Portugal sur route espoirs
- 2004
  - Prova de Abertura
  - 3e étape du Grand Prix Gondomar
  - 1re étape du Tour du Portugal de l'Avenir
- 2005
  - 4e étape du Tour du Portugal de l'Avenir
  - 1re étape du Grand Prix Barbot
- 2006
  - 2e étape du Tour du Portugal
- 2007
  - Prémio de Abertura
  - Trophée Sergio Paulinho
  - Clássica da Primavera
  - 4e et 5e étapes du Tour d'Estrémadure
  - 3e étape de la Volta ao Sotavento Algarvio
  - 2e et 5e étapes du Grand Prix Abimota
  - 3e étape du Grand Prix Gondomar
  - 2e et 3e étapes du Grande Prémio Vinhos da Estremadura
- 2008
  - 1re et 4e étapes du Tour du district de Santarém
  - Troféu Sérgio Paulinho
  - 2e et 5e étapes du Tour de l'Alentejo
  - 3e étape du Tour de la communauté de Madrid
  - 1re et 3e étapes du Grande Prémio Crédito Agrícola de la Costa Azul
- 2009
  -  Champion du Portugal sur route
  - 5e étape de la Tropicale Amissa Bongo
  - 1re étape du Circuit de Lorraine
  - 1re étape du Grand Prix Abimota (contre-la-montre par équipes)
  - 1re étape du Grand Prix International CTT Correios de Portugal
  - 1re et 4e étapes du Trophée Joaquim-Agostinho
  - 1re étape du Tour du Portugal
  - 3e étape du Grande Prémio Crédito Agrícola de la Costa Azul
  - 3e du Circuit de Malveira
- 2010
  - 3e étape du Tour Down Under
  - 3e du Trofeo Cala Millor
  - 3e du Trofeo Magaluf-Palmanova
- 2011
  - 4e étape du  Tour de Catalogne
  - 8e de la Vattenfall Cyclassics
- 2012
  -  Champion du Portugal sur route
  - 1re étape du Tour de Castille-et-León
- 2013
  - 5e étape du Tour du Portugal
- 2014
  - 3e étape du Tour de l'Alentejo
  - 1re, 7e, 8e et 9e étapes du Tour du Maroc
  - 10e étape du Tour du Portugal
  - Circuit de Malveira
- 2015
  - 2e étape du Tour de l'Alentejo
  - Circuito de São Bernardo
  - 2e du Grande Prémio Anicolor
  - 3e de la Clássica da Primavera

### Résultats sur les grands tours

#### Tour de France
1 participation 
- 2010 : non-partant (1re étape)

#### Tour d'Italie
1 participation 
- 2011 : abandon (15e étape)

#### Tour d'Espagne
2 participations 
- 2010 : 128e
- 2012 : 160e

### Classements mondiaux
| Année                  | 2006 | 2007 | 2008 | 2009 | 2010 | 2011 | 2012 | 2013 | 2014 |
| ---------------------- | ---- | ---- | ---- | ---- | ---- | ---- | ---- | ---- | ---- |
| Calendrier mondial UCI |      |      |      |      | 149e |      |      |      |      |
| UCI World Tour         |      |      |      |      |      | 109e |      |      |      |
| UCI Africa Tour        |      |      |      | 35e  |      |      |      |      | 56e  |
| UCI Europe Tour        | 165e | 380e | 117e | 69e  |      |      | 198e | 387e | 321e |